# Carex venusta
Espèce
Classification phylogénétique
Carex venusta est une espèce de plantes du genre Carex et de la famille des Cyperaceae.